# Tyler Oakley
Tyler Oakley (født 22. marts 1989) er en amerikansk YouTube-personlighed. Han begyndte i 2007 at lave videoer på YouTube. Hans Youtubekanal har sidenhen opnået stor succes og har nu mere end 7,7 mio. abonnenter og 664 mio. videoafspilninger.